# Pałac w Przyborowie
Pałac w Przyborowie – pałac we wsi Przyborów (województwo dolnośląskie), w powiecie wołowskim, wpisany do rejestru zabytków nieruchomych województwa dolnośląskiego.

## Opis
Barokowy, piętrowy, zabytkowy pałac wzniesiony w drugiej połowie XVIII w. na planie prostokąta; kryty dachem mansardowym z lukarnami. Elewację frontową zdobi dwupiętrowy ryzalit zwieńczony półokrągłym frontonem typu fr. circulaire (kolisty) z kartuszem zawierającym herby właścicieli doktora prawa Kurta Kajusa von Engelmann (1866-1937, P) i jego żony Edith von Seydlitz und Ludwigsdorf (ur. 1873, L) oraz lata 1812 i 1912. Od frontu portyk z czterema kolumnami jońskimi podtrzymującymi taras (balkon) nad głównym wejściem. W części ogrodowej do elewacji dostawiono półokrągły pawilon z tarasem na wysokości pierwszego piętra. Majątek wraz z pałacem należał m.in. do rodu von Engelmann. Pałac przebudowany został w 1915 r. Przy budowli dwór, z końca XVII w., przebudowany w XVIII w. i w XIX w. oraz park, z XVIII w., zmieniony w początku XX w. ze stawem.

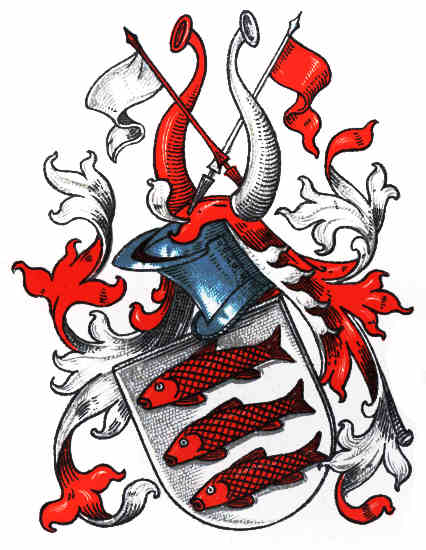
Herb von Seidlitz
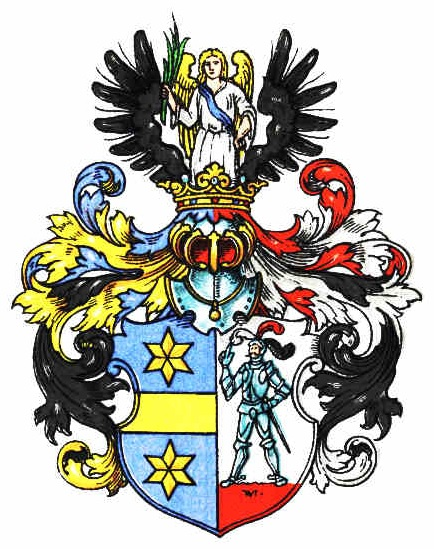
Herb von Engelmann